# 疏水

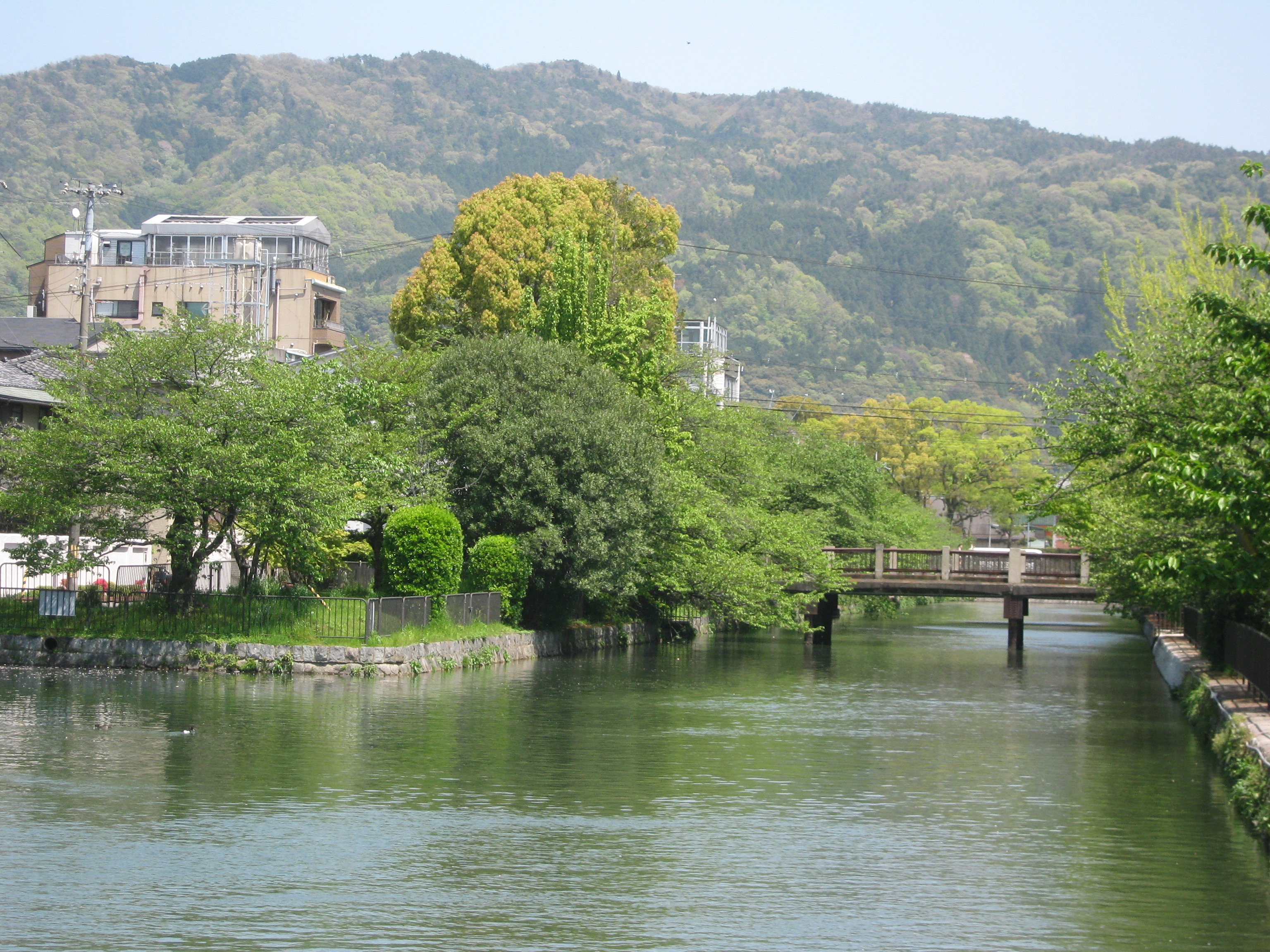
琵琶湖疏水（京都市）

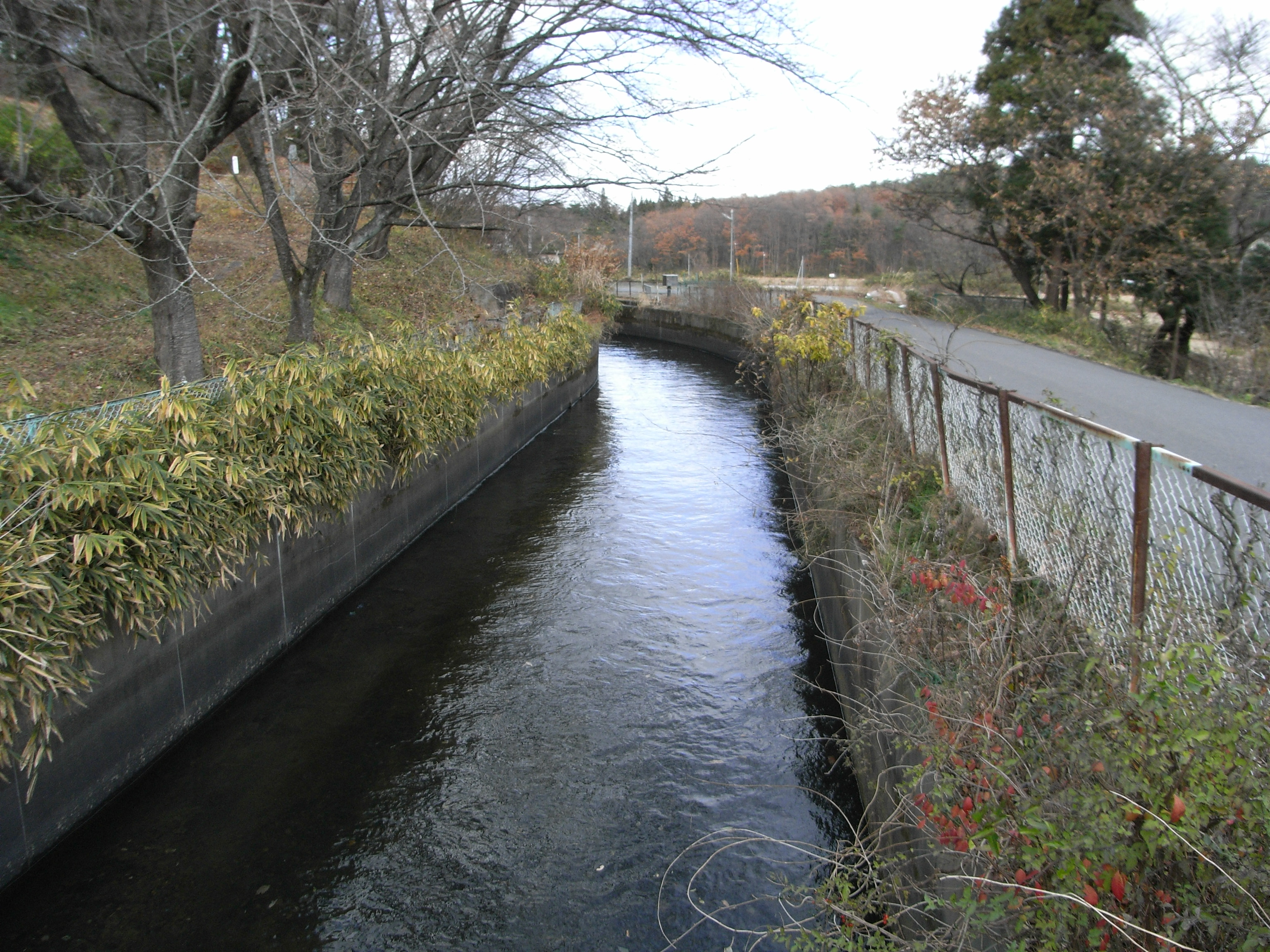
安積疏水（郡山市）

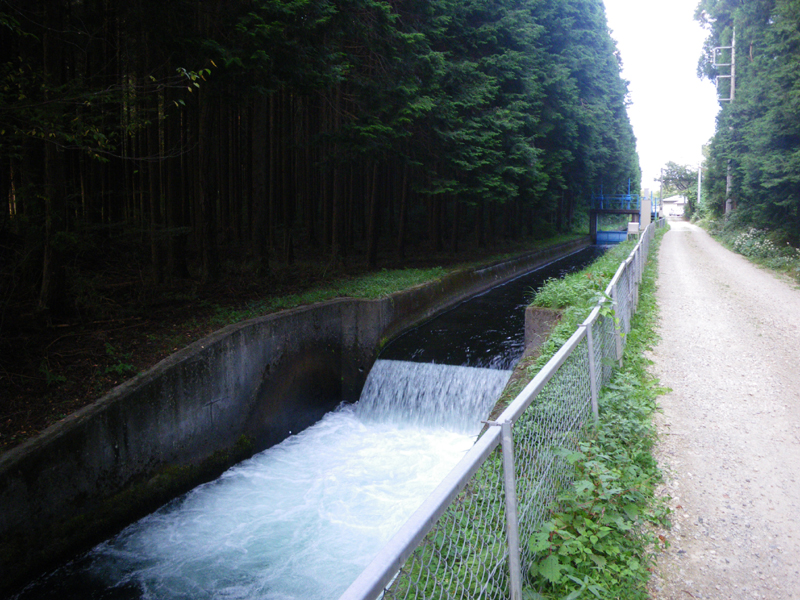
那須疏水（那須塩原市）

疏水 （そすい、疎水とも）は、疏水は、灌漑、上水道、水運（舟運）、発電など利水のために土地を切り開いて作った人工の水路。他の水源から水を引く目的で造られた。詳しくは運河、用水路を参照。

## 日本三大疏水
- 安積疏水
- 那須疏水
- 琵琶湖疏水

## 疏水百選
2006年（平成18年）2月3日、農林水産省が日本の農業を支えてきた代表的な用水を選定している。